# 박통고우

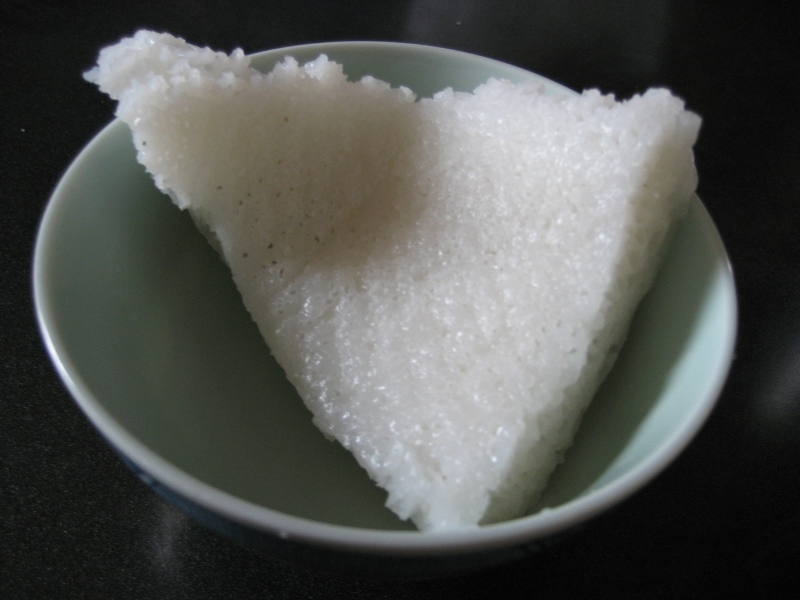
박통고우

박통고우 (중국어 정체자: 白糖糕, 백당고)는 중국의 떡이다. 쌀가루와 백설탕, 물, 베이킹소다로 만드는 달달한 설탕떡이다.
중국 본토, 특히 홍콩을 비롯한 광둥성에서 찾아볼 수 있으며 적당히 네모 모양으로 자르거나 조그만 삼각 모양으로 잘라 판매한다. 새하얀 색깔에 촉촉하고 부드러운 식감이 술떡과 닮았다. 달콤한 맛이지만 찌기 전에 발효과정을 거치기 때문에 은은한 신맛도 있다. 중국식 빵의 일종으로 취급해 빵집에서 많이 팔지만, 쌀가루로 만든 떡과 다름이 없다. 따라서 대기 중에 노출되면 금방 딱딱해져 버리기 때문에, 부드럽게 먹으려면 잘 보관해둬야 한다. 가게에서 팔 때는 찜통에서 바로 꺼내서 뜨꺼운 상태로 주는데 식으면 그 부드러운 식감이 살지 않기 때문이다.
'박통고우'는 광둥어명으로, 표준중국어로는 바이탕가오라고 부른다. 말레이시아에서는 '팍통코' (Pak Thong Koh)란 비슷한 발음으로 부르며 필리핀에서는 '푸팅 아수칼 비빙카' (Puting Asukal Bibingka)라 한다. 영어로는 한자 그대로 풀이하여 '화이트슈거 스폰지케이크' (White sugar sponge cake)라는 이름으로 소개한다. 가끔씩 백설탕이 아닌 흑설탕을 쓰는 경우도 있는데 그때는 한자 흑 (黑)을 써서 '학통고우' (黑糖糕)라고 부른다.
베트남 요리에도 박통고우와 비슷한 떡이 있는데 '반보' (Bánh bò)라고 부른다. 박통고우와 다른 점이 있다면 코코넛 밀크를 재료로 많이 쓴다는 점, 그리고 신맛이 별로 나지 않고 달콤하다는 점이 있다.

## 같이 보기
- 반보
- 지우니앙
- 술떡